# あそぼう
『あそぼう』は、1998年10月28日に発売されたウルフルズ18枚目のシングル。発売元は東芝EMI。

## 解説
アルバム『サンキュー・フォー・ザ・ミュージック』からのシングルカットで、NHK連続テレビ小説『やんちゃくれ』の主題歌に起用された。

## 収録曲
全作詞・作曲：トータス松本
1. あそぼう
  - 編曲：ウルフルズ、吉田建
2. ある日の事
  - 編曲：ウルフルズ
3. あそぼう（オリジナル・カラオケ）
4. あそぼう（PV・サウンド・トラック）